# Modrak morski
Modrak morski, katran morski, kapusta morska (Crambe maritima L.) – gatunek rośliny z rodziny kapustowatych (Brassicaceae). Jest halofitem rosnącym dziko na plażach i wydmach wzdłuż atlantyckich wybrzeży Europy, nad Bałtykiem i Morzem Czarnym. W Polsce nie został dotąd stwierdzony. Jest uprawiany w niektórych krajach jako roślina ozdobna oraz jako warzywo, szczególnie popularne na Wyspach Brytyjskich od XVII do końca XIX wieku. Ze względu na odporność na zasolenie oraz walory odżywcze gatunek uważany jest za jedno z perspektywicznie istotnych warzyw. Ze względu na rzadkość występowania i liczne zagrożenia zarówno gatunek, jak i jego siedliska w wielu krajach podlegają ochronie prawnej.

## Rozmieszczenie geograficzne
Zasięg gatunku jest porozrywany. Modrak morski występuje na wybrzeżach Wysp Brytyjskich (zwłaszcza południowej Anglii) i północnej Francji, ma pojedyncze stanowiska w południowej Norwegii, dalej na wschód zwarty zasięg obejmuje wybrzeża cieśnin duńskich, liczne stanowiska znajdują się na bałtyckich wyspach należących do Danii, Szwecji i Estonii oraz na Wyspach Alandzkich. Rzadko znajdowany jest na wybrzeżu kontynentalnym Szwecji, Estonii i Łotwy. Roślina spotykana jest także na bałtyckich wybrzeżach Niemiec od Szlezwika-Holsztynu do Rugii. Odmiana pontica rośnie na północnym oraz zachodnim wybrzeżu Morza Czarnego, szczególnie często na plażach Krymu i Morza Azowskiego. Poza tym gatunek jako zdziczały z upraw znajdowany jest w różnych miejscach, w tym we Włoszech, na Węgrzech i w Austrii. Podany też został jako zdziczały z pacyficznego wybrzeża USA z Hrabstwa Lincoln w Oregonie.
Ze względu na występowanie na brzegach Bałtyku niedaleko na zachód i północ od polskiego wybrzeża uważany od lat za gatunek „do odszukania na Pomorzu”, jednak przez cały czas pozostaje nieodnaleziony.

## Morfologia

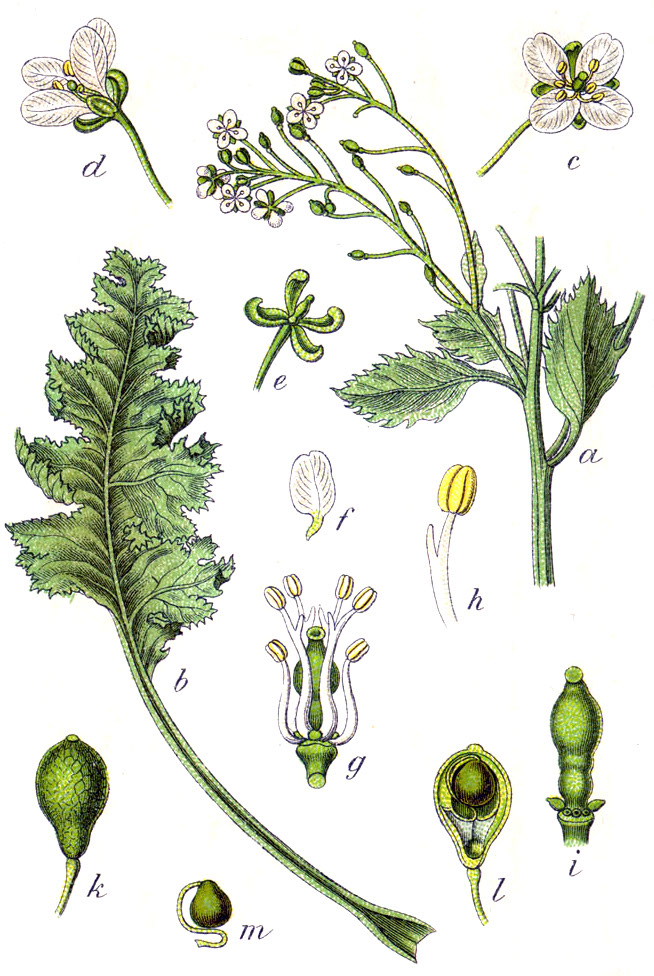
Morfologia

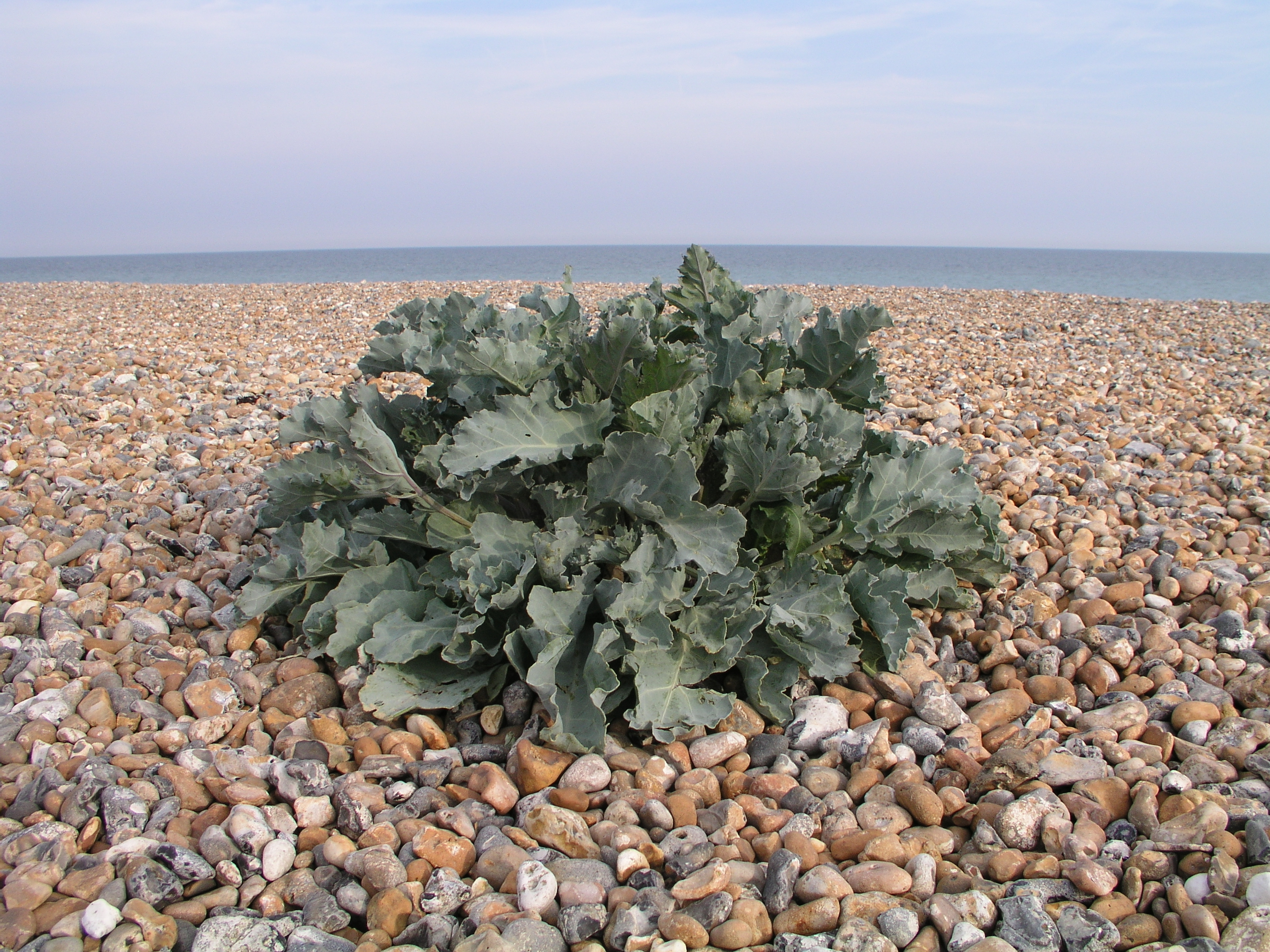
Pęd przed kwitnieniem

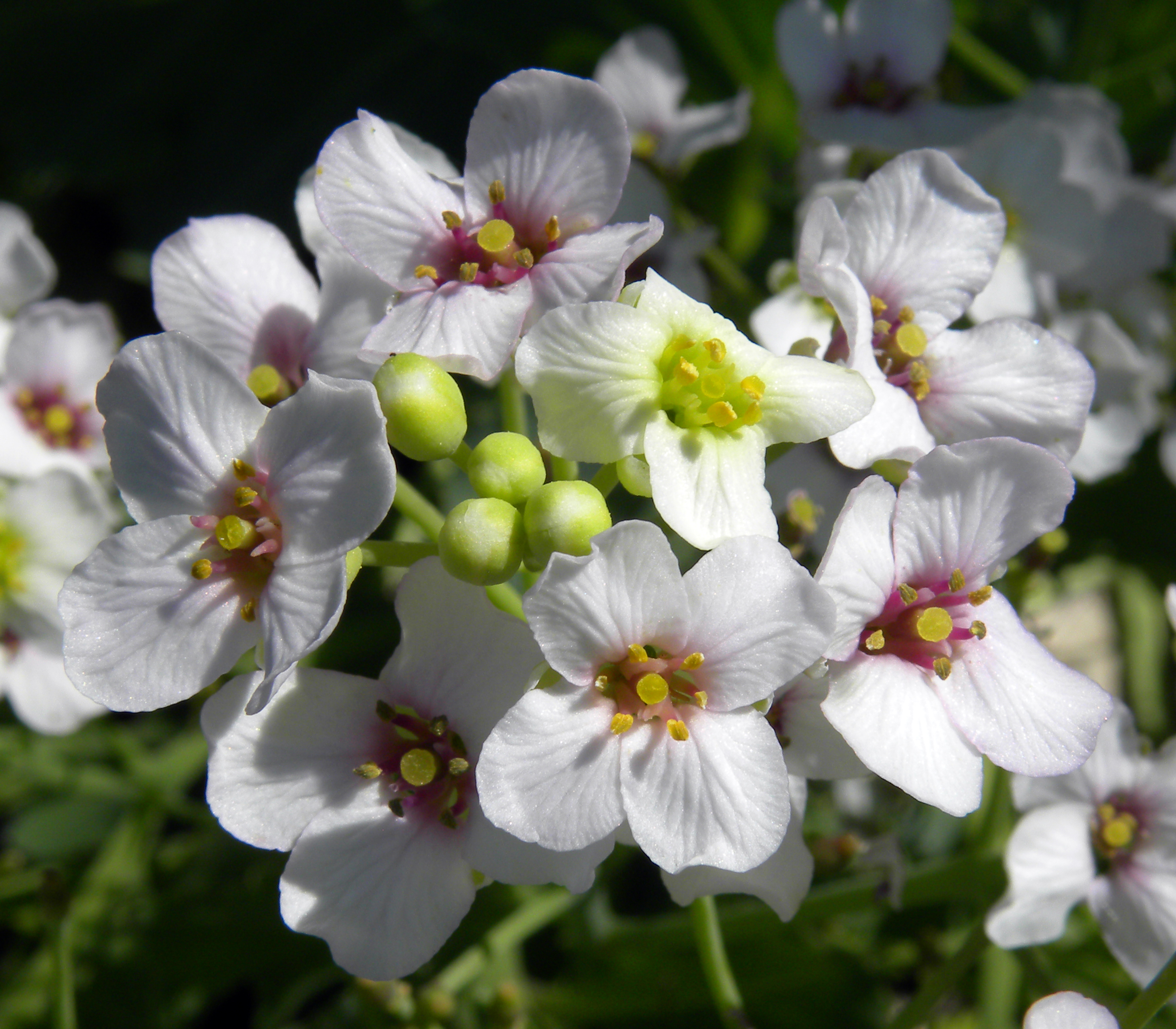
Kwiaty

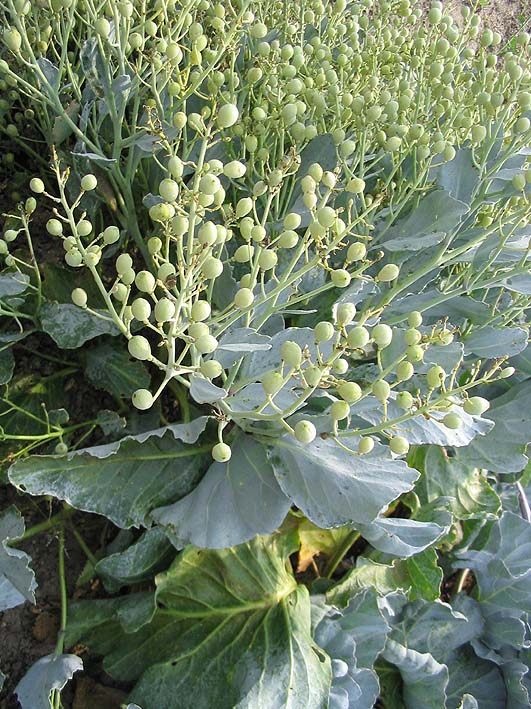
Owoce

PokrójBylina o wysokości 30–50, rzadziej do 75 cm, o gęstym, zwartym pokroju. Cała jest naga, mięsista i sina.
KorzeńPalowy, gruby i mięsisty, sięga głęboko w podłoże.
ŁodygaWzniesiona i rozgałęziona, mięsista, szarawozielona lub purpurowo nabiegła.
LiścieDolne liście duże (do 40 cm długości i 30 cm szerokości), ogonkowe, o silnie pofałdowanych, nierówno zatokowo klapowanych i ząbkowanych blaszkach liściowych. Ich ogonki są okazałe – długie do 4-16 cm i mięsiste. Górne liście są siedzące, zatokowo ząbkowane. Mają kolor niebieskozielony lub nawet podbarwione są na purpurowo i wyglądem przypominają liście kapusty, stąd też popularna nazwa tej rośliny – kapusta morska.
KwiatyZebrane w gęste, wyprostowane kwiatostany groniaste na końcach rozgałęzionych pędów, tworzące kwiatostan złożony przypominający spłaszczone na szczycie baldachogrono. Kwiaty wyrastają na szypułkach dwukrotnie dłuższych od kielicha, tj. o długości 8–26 mm. Pojedynczy kwiat składa się odstającego, 4-działkowego kielicha, 4 białych płatków korony o długości 6–12 mm, 6 pręcików (przy czym 4 z nich mają ząbek na nitce pod pylnikiem, nitki mają długość 3-4 mm, a główki 1-1,5 mm) i 1 słupka.
OwocGruszkowatego kształtu, poprzecznie dwudzielna łuszczynka o długości 12–14 mm, zawierająca w górnej, zaokrąglonej części jedno nasiono o długości 4–5 mm, podczas gdy dolna część łuszczynki jest pusta i niewiele grubsza od wzniesionej szypułki.

## Biologia i ekologia

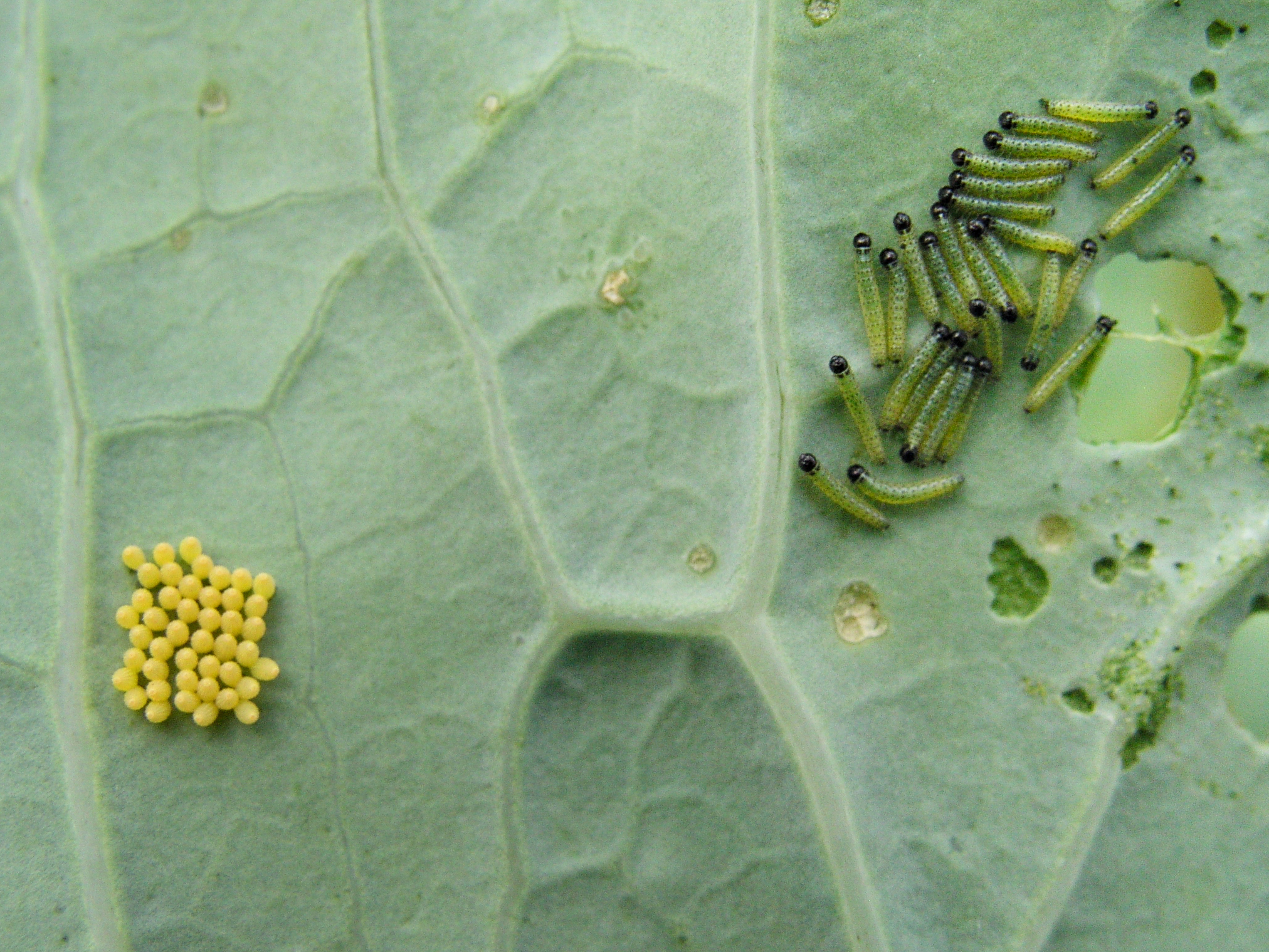
Jaja i gąsienice bielinka kapustnika na liściu modraka

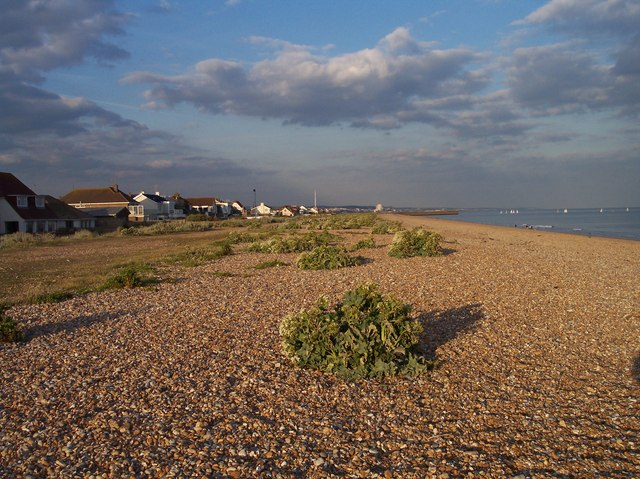
Modrak na plaży w Anglii

SiedliskoJako halofit występuje wzdłuż wybrzeży morskich na przedpolach wydm, na stanowiskach silnie zasolonych, okresowo zalewanych i wilgotnych, zarówno na plażach kamienistych, jak i piaszczystych (według niektórych źródeł wymaga przynajmniej niżej położonej warstwy żwirowej). Jest rośliną nitrofilną, często rośnie na kidzinie, tj. w części plaży, gdzie gromadzą się szczątki organiczne wyrzucane przez morze. Modrak morski, stanowiąc przeszkodę dla piasku przenoszonego przez wiatr, odgrywa istotną rolę w formowaniu wydm inicjalnych na wybrzeżu wydmowym. W Europie północno-zachodniej rośnie w zbiorowisku siwca żółtego (Glaucium flavum) i szczawiu kędzierzawego (Rumex crispus). Na wybrzeżach bałtyckich modrakowi towarzyszą takie gatunki jak: wydmuchrzyca piaskowa (Leymus arenarius), honkenia piaskowa (Honkenya peploides), dzięgiel litwor (Angelica archangelica ssp. litoralis), różne gatunki łobody (Atriplex spp.), perz właściwy (Elymus repens).
RozwójModrak morski jest wieloletnią byliną, która poza sezonem wegetacyjnym zwykle jest zupełnie niewidoczna na powierzchni gruntu. Liście zamierają bowiem jesienią, a nagi pęd z pąkami przykrywany jest zimą przez piaski, żwir lub kamyki. Pęd podziemny jest masywny, rozgałęziony i u starszych okazów skorkowaciały. Rozgałęzione pędy starych roślin mogą na powierzchni tworzyć pędy nadziemne należące do jednego osobnika i oddzielone od siebie o kilka metrów. Na szczytach pędów podziemnych wiosną rozwijają się masywne liście, które początkowo są silnie purpurowo nabiegłe, później stają się sinozielone. Kwitną rośliny, które zazwyczaj mają co najmniej 5 lat życia. Kwitnienie trwa od maja do sierpnia. Kwiaty zapylane są przez pszczoły i muchówki, może dochodzić także do samozapylenia. Jesienią wysychające owocostany z dojrzałymi owocami często odłamują się od pędu i przemieszczane są przez wiatr. W rozsiewaniu tego gatunku istotną rolę ogrywają też fale, bowiem nasiona zachowują zdolność do kiełkowania także po kilku dniach unoszenia przez wody morskie.
GenetykaLiczba chromosomów 2n = 30, 60. Występowanie zwielokrotnionych liczb chromosomów (autopoliploidia, w tym przypadku di- i tetraploidia) jest cechą charakterystyczną rodzaju Crambe. Badania prowadzone na Wyspach Brytyjskich dowiodły dużego zróżnicowania genetycznego między tamtejszymi populacjami modraka, podczas gdy w obrębie populacji zróżnicowanie to było niewielkie z powodu zapylania krzyżowego.
Cechy biochemiczneW komórkach zarówno świeżych, jak i gotowanych pędów zawiera glukozynolany, będące charakterystycznymi dla kapustowatych wtórnymi metabolitami zawierającymi siarkę. W zniszczonych komórkach enzym mirozynaza powoduje rozpad glukozynolanów na substancje antyodżywcze.

## Systematyka i zmienność
Gatunek reprezentuje sekcję Sarcocrambe DC (= sect. Crambe) w obrębie rodzaju modrak (Crambe) obejmującą 19 gatunków bylin o zasięgu euroazjatyckim. Rośliny z tego gatunku cechują się znaczną zmiennością pod względem wielkości, kształtu i koloru liści, kwiatów i rozmiarów owoców.
Odmiana biologicznaRośliny występujące wzdłuż wybrzeży Morza Czarnego zaliczane bywały do odmiany pontica lub czasem wyodrębniane w osobny gatunek Crambe pontica Stev. ex Rupr. Celowość wyróżniania odrębnego taksonu została zakwestionowana po stwierdzeniu braku różnic morfologicznych między roślinami rosnącymi w Europie północno-zachodniej i nad Morzem Czarnym.
Odmiany uprawne‘Lily White’ – roślina o białych łodygach, bardzo płodna i ceniona ze względów smakowych.

## Zagrożenia i ochrona
W obrębie zasięgu naturalnego gatunek wyraźnie zmniejsza swoje zasoby i traci stanowiska w związku z przekształcaniem siedlisk – użytkowaniem rekreacyjnym i zabudowywaniem wybrzeży morskich. Za względu na zajmowane siedliska zasoby lokalnych populacji bywają niszczone także w wyniku działania naturalnych procesów, zwłaszcza silnych sztormów zimowych. Na Wyspach Brytyjskich gatunek został prawdopodobnie zdziesiątkowany w czasach wiktoriańskich, kiedy to pozyskiwano rośliny ze stanu dzikiego do upraw w ogrodach. Ze względu na oryginalny pokrój i możliwość przesadzania do upraw w celach ozdobnych i spożywczych gatunek wciąż jest zagrożony eksploatacją roślin ze stanowisk naturalnych. Ze względu na skalę zagrożeń modrak morski wymieniany jest w wielu krajach w czerwonych księgach lub listach roślin zagrożonych, m.in. na Ukrainie, w Estonii.
Siedliska modraka podlegają w Unii Europejskiej ochronie prawnej jako siedliska przyrodnicze zachowywane w sieci obszarów Natura 2000 (nadmorskie wydmy białe 2120, inicjalne stadia nadmorskich wydm białych 2110, kidzina na brzegu morskim 1210, zbiorowiska bylin na kamienistych brzegach mórz 1220). Gatunek podlega także ochronie prawnej m.in. w Niemczech i Irlandii Północnej.

## Zastosowanie
Roślina wykorzystywana jest jako warzywo oraz rzadko uprawiana bywa jako roślina ozdobna na rabatach ze względu na swoje duże, niebieskozielone liście o falistych krawędziach tworzące gęste kępy oraz liczne, drobne, białe kwiaty o słodkim zapachu. Modrak polecany jest zwłaszcza jako roślina obwódkowa. Gatunek ten jest także rośliną miododajną.

### Roślina jadalna
HistoriaModrak wykorzystywany i uprawiany jako warzywo był już w starożytnym Rzymie i Grecji (pisał o nim Pliniusz Starszy). Rzymscy żeglarze zabierali ze sobą w podróż marynowane pędy modraka, dzięki czemu chronieni byli przed szkorbutem. Od XVII wieku był bardzo ceniony w Europie, uważano go za arystokratę wśród warzyw i panowała powszechna moda na jego uprawę w ogrodach wyższych warstw społecznych. W połowie XIX wieku na Wyspach Brytyjskich uprawiany był praktycznie już w każdym ogrodzie. Uprawiany był także w Stanach Zjednoczonych i w ZSRR. Ze względu na tolerancję zasolenia roślina uważana jest za jedno z warzyw przyszłości, zwłaszcza w przypadku coraz częstszego zalewania wodami słonymi terenów nadmorskich w wyniku podnoszenia się poziomu mórz i oceanów. W końcu XX wieku jako zapomniane już wówczas warzywo modrak był promowany i wprowadzany ponownie do upraw w Wielkiej Brytanii i w północnej Francji.
Walory kulinarneEtiolowane pędy modraka mają delikatny orzechowy smak i kruchą, chrupką konsystencję. W smaku przypominają szparagi lub kalafior. Walorem odżywczym jest bogata zawartość witaminy C i składników mineralnych. Zawarte w roślinie glukozynolany występują w ilościach nie różniących się istotnie od spotykanych u innych przedstawicieli rodziny kapustowatych (krzyżowych) powszechnie spożywanych jako warzywa.
Sposoby przyrządzaniaDo spożycia nadają się młode pędy poddane etiolacji. Ogonki liściowe i łodygi po umyciu gotuje się na parze lub w wodzie zwykle po uprzednim związaniu w pęczki. Gotowane zbyt długo twardnieją i tracą walory smakowe. Pędy podawane są podobnie jak szparagi, a młode liście jak szpinak. Młode pędy spożywane mogą być także na surowo. Blanszowanie przed podaniem zmniejsza gorycz, obecną w starszych liściach.

## Uprawa

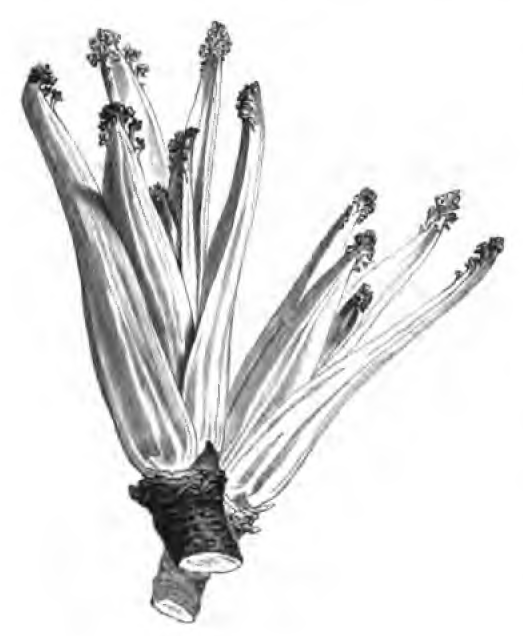
Mięsiste ogonki liściowe spożywane jako warzywo

WymaganiaSzczególna pozycja, jaką modrak zajmował wśród warzyw, wiązała się ze szczególnym traktowaniem i w efekcie roślina zyskała błędną opinię wymagającej troskliwej opieki. Najlepiej rośnie na przepuszczalnej, żyznej i lekkiej glebie o pH obojętnym. Odpowiedni dobór i przygotowanie gleby na stanowisku jest o tyle istotne, że modrak może być uprawiany w tym samym miejscu przez co najmniej 5–7 lat. Przy przygotowywaniu podłoża warto je zasilić nawozem naturalnym. Modrak wymaga stanowiska słonecznego lub co najwyżej półcienistego. Jest rośliną mrozoodporną (korzenie przemarzają przy temperaturze -15 °C), nie szkodzi mu też ekspozycja na silne wiatry. Najlepiej rośnie w klimacie dość chłodnym i morskim.
RozmnażanieModraka rozmnaża się łatwo przez sadzonki korzeniowe lub podział rozrośniętych kęp wczesną wiosną. Można też wysiewać nasiona jesienią lub wiosną. Sadzonki korzeniowe pozyskuje się jesienią. Do ich wytworzenia potrzeba korzeni o grubości ołówka pociętych na odcinki od 8 do 15 cm. Sadzonki przechowuje się w okresie zimowym w piasku i wysadza wiosną. Przed sadzeniem modraka stanowisko należy nawieźć. Na sadzonkach przed sadzeniem pozostawia się tylko jeden najsilniejszy pączek i umieszcza je w ziemi co 45 cm, przykrywając z wierzchu cienką warstwą ziemi (2,5–5 cm). Z roślin rozmnażanych z nasion można korzystać dopiero w 3 roku ich życia. Wysiewać należy nasiona wczesną wiosną na głębokość 2 cm w żyznej glebie. Przez pierwszy rok młode rośliny warto uprawiać pod osłoną lub w szklarni i wysadzić na miejsce docelowe wiosną w drugim roku ich życia.
PielęgnowanieModraka należy podlewać regularnie podczas suszy i co pewien czas nawozić. Z roślin uprawianych jako warzywa usuwa się pędy kwiatostanowe, a jesienią żółknące liście. Późną jesienią roślinę należy okryć.
Zbiór i przechowywanieLiście pozyskiwane do spożycia najlepiej zbierać z roślin od drugiego lub trzeciego roku po posadzeniu. Zbiera się ogonki liściowe, gdy te osiągną 10–15 cm długości po poddaniu ich etiolacji. W tym celu już przed zimą rośliny przykrywa się donicami, zbioru dokonuje się wiosną. Zbiór może zostać przyśpieszony jeśli korzenie wysadzi się w pojemnikach z wilgotnym podłożem, trzymanych pod osłonami, w temperaturze powyżej 10 °C. Modrak najlepszy jest spożywany bezpośrednio po zbiorze, w niskich temperaturach może być przechowywany przez 2–3 dni, ew. do tygodnia. Wydajność z upraw z ha jest podobna do tej uzyskiwanej w przypadku szparaga lekarskiego.

## Szkodniki i choroby
Modrak łatwo zaraża się kiłą kapuścianą, zwłaszcza jeśli jest posadzony na stanowisku zarażonym. Pchełki ziemne (Alticinae) wygryzają dziury w liściach. Na liściach modraka żerują larwy chrząszcza Ceutorhynchus cakilis z rodziny ryjkowcowatych. Roślina bywa też porażana przez grzyba Peronospora parasitica z rodziny wroślikowatych (Peronosporaceae), Erysiphe cruciferarum z rodziny mączniakowatych (Erysiphaceae) i niszczącego korzeń Helicobasidium purpureum (rząd Helicobasidiales). Liście są uszkadzane także przez bakterie Xanthomonas campestris.